# InterJet

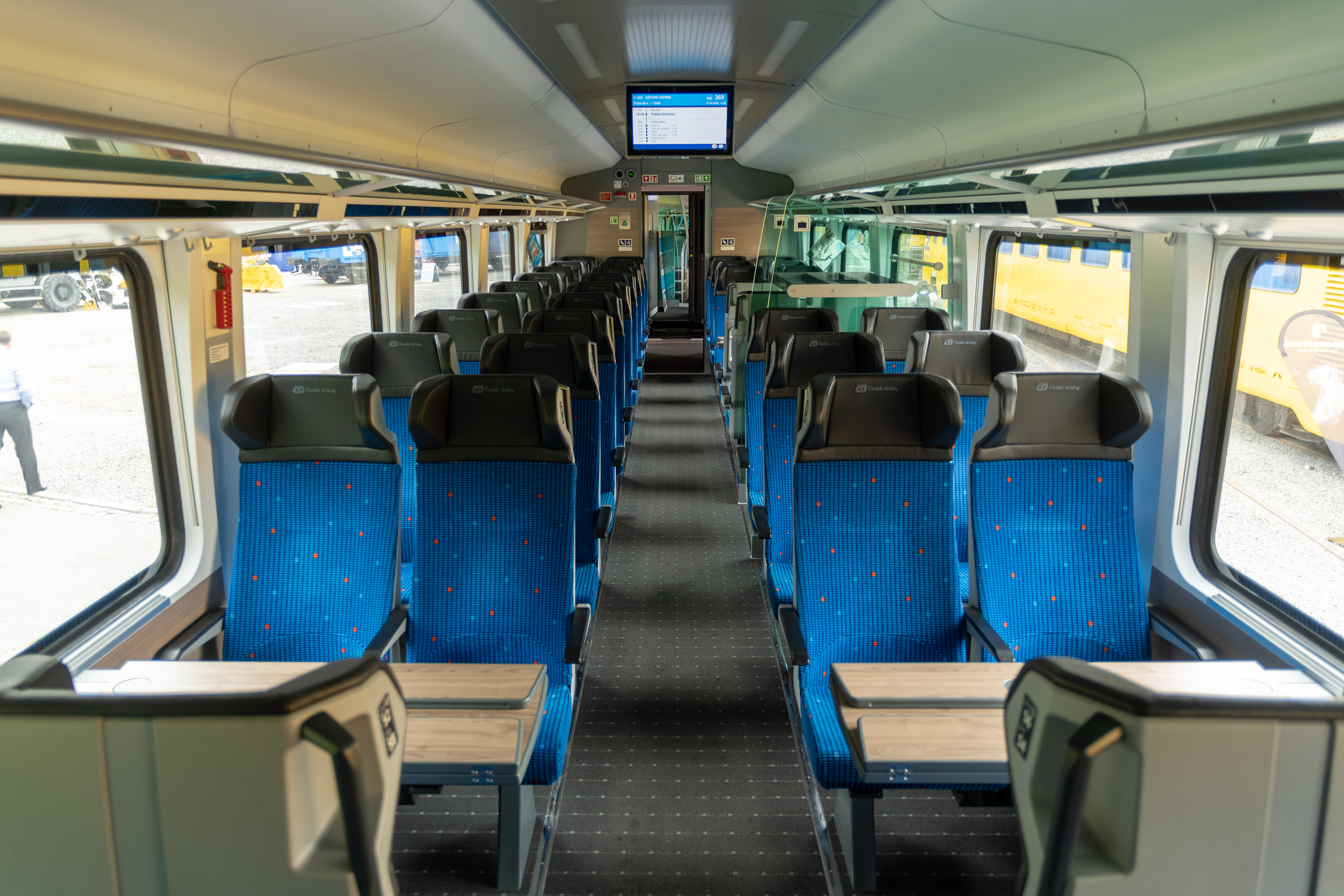
Belső kép

Az InterJet egy vonatnem és egy vasúti kocsicsalád Csehországban.

## Története
A Cseh Vasút még 2018-ban rendelt 50 vasúti kocsit a német Siemenstől és a cseh Skodától, hogy azokból 10 ötkocsis szerelvényt képezzenek a Prága-Cheb viszonylatra. A megrendelés ára mintegy 3 milliárd korona volt. Az első szerelvények a 2021/2022-es menetrendben álltnak forgalomba.

### ComfortJet
A későbbiekben további 180 ugyanilyen kocsit szállítanak majd a Cseh Vasút részére. Ezek kilenc kocsis összeállításban közlekednek majd nemzetközi viszonylatokon Hamburg, Bécs és Budapest felé. A 180 kocsi ára 12,5 milliárd korona.